# Nuclear Power Corporation of India

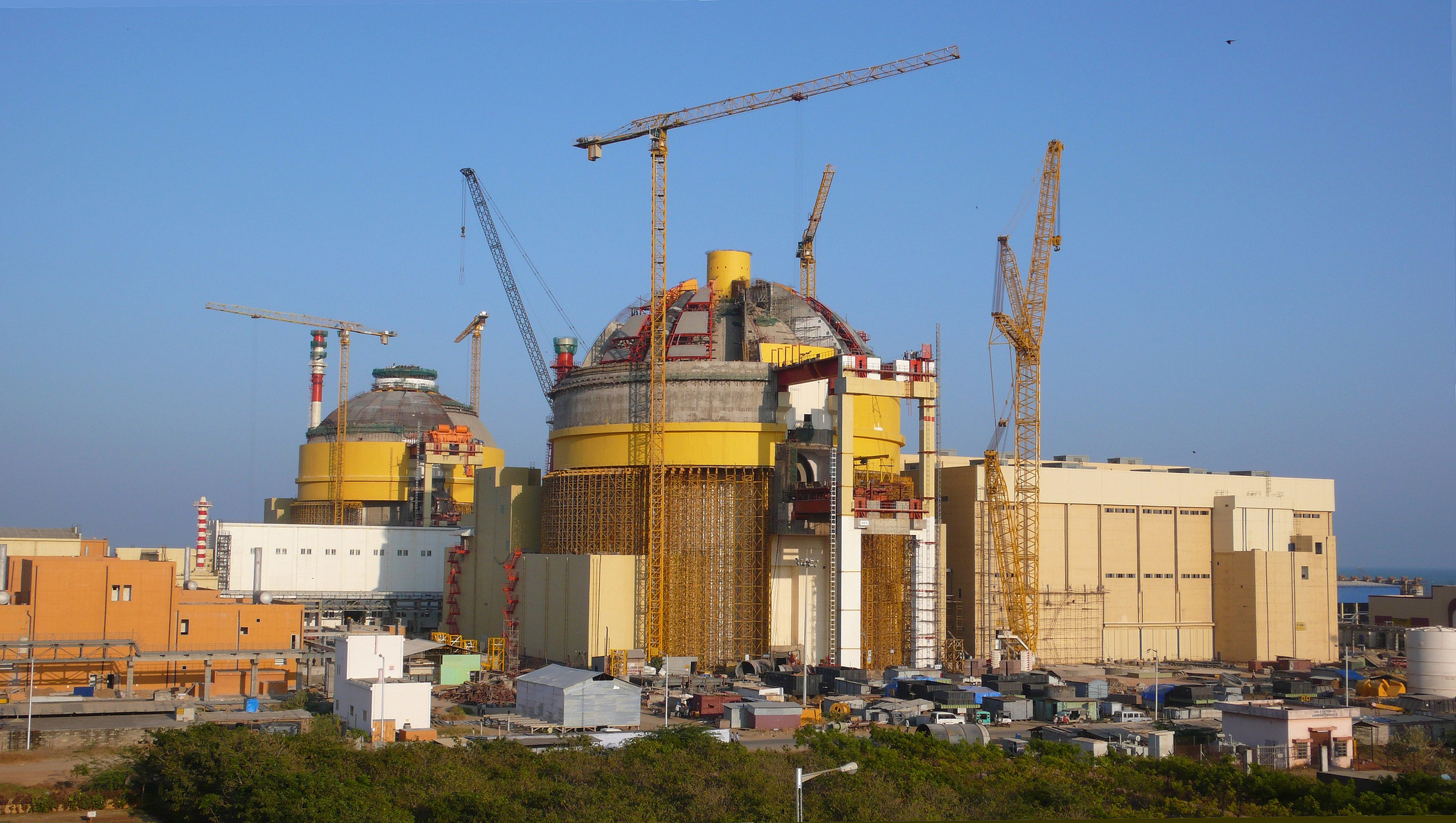
Baustelle des Kernkraftwerks Kudankulam (2009)

Die Nuclear Power Corporation of India (NPCIL; न्यूक्लियर पावर कॉर्पोरेशन ऑफ इंडिया लिमिटेड) ist ein staatliches Unternehmen in Indien mit Sitz in Mumbai. Es ist verantwortlich für die Entwicklung, Planung und den Bau von Kernkraftwerken und die Nutzung der Kernenergie zur Stromerzeugung. NPCIL wird durch das Department of Atomic Energy überwacht und ist das einzige Energieversorgungsunternehmen in Indien, das nukleare Energiequellen nutzt.
NPCIL wurde im September 1987 als Aktiengesellschaft (public limited company) gegründet. Das Stammkapital beträgt 150 Milliarden Rupien.
Gegenwärtig werden 6 Kernkraftwerke betrieben, an drei Standorten befinden sich Kernkraftwerke im Bau.